# Aleksandr Vinogradov
Aleksandr Vinogradov (n. 10 noiembrie 1951, Moscova, RSFS Rusă, URSS) este un canoist ce a reprezentat Uniunea Republicilor Sovietice Socialiste, medaliat olimpic. A participat la 2 ediții ale Jocurilor Olimpice (1976, 1980) în care a câștigat 2 medalii de aur.